# Mouchin
Mouchin é uma comuna francesa na região administrativa de Altos da França, no departamento do Norte. Estende-se por uma área de 9.19 km². Em 2010 a comuna tinha 1 416 habitantes (densidade: 154,1 hab./km²).